# Nefrotisch syndroom
Het nefrotisch syndroom is een klinische manifestatie van nierlijden, bestaande uit:
- Proteïnurie (groot eiwitverlies met de urine, gedefinieerd als > 3,5 gram per 24 uur)
- Oedemen, met name in de benen
- Hypoalbuminemie (een te laag eiwitgehalte in het bloed)
- Hyperlipidemie (een te hoog vetgehalte in het bloed)

## Mechanisme van de ziekte (pathogenese)
Het nefrotisch syndroom ontstaat door veranderingen in de basale membraan binnen de glomerulus (de plek waar filtratie in de nier plaatsvindt) als gevolg van verschillende mogelijke ziekteprocessen, waarbij immunologische factoren een grote rol spelen.
De glomerulus speelt een cruciale rol bij de filtratie van afvalstoffen uit het bloed en heeft daartoe een geraffineerde structuur. Fenestrae (openingen) zorgen voor een grootte-selectiviteit, waardoor groot-moleculaire stoffen, zoals albumine, niet doorgelaten worden. Daarnaast is de basale membraan negatief geladen en stoot daardoor negatief geladen moleculen, zoals albumine, af. Bij pathologische processen treedt een afname van selectiviteit op, met een eiwitlek als gevolg (proteïnurie). Dit leidt tot een verlaagd gehalte aan eiwitten in het bloed (hypoalbuminemie) en dit kan weer leiden tot oedeemvorming. Bij dit type oedeemvorming zou men een verlaagd effectief circulerend volume verwachten ("ondervullingstheorie"). In de praktijk blijkt dit lang niet altijd het geval te zijn. Mogelijk speelt een ander proces van oedeemvorming een rol ("overvullingstheorie") waarbij zoutretentie op de voorgrond staat.
De lever reageert op de hypo-albuminemie door steeds meer eiwitten aan te maken om het verlies in de urine te compenseren. Maar tegelijk produceert de lever ook meer vetten dan normaal, waardoor ook een te hoog gehalte van vetten in het bloed ontstaat (hyperlipidemie).

## Incidentie
Het nefrotisch syndroom is een zeer zeldzame aandoening en komt voor bij ongeveer 2 op 100.000 kinderen per jaar.
Bij volwassenen komt de aandoening per jaar bij 3 op de 100.000 mensen voor als nieuwe toestand.

## Oorzaak
Bij ongeveer één derde van de patiënten die lijdt aan het nefrotisch syndroom is een duidelijk herkenbaar ziektebeeld verantwoordelijk voor het eiwitverlies via de nieren: we spreken dan van een secundair nefrotisch syndroom. Bij de overige patiënten is er in eerste instantie geen duidelijke oorzaak aan te geven: het primair of idiopathisch nefrotisch syndroom, deze diagnose kan alleen gesteld worden na histologisch onderzoek van een nierbiopt. De belangrijkste oorzaken van een secundair type zijn maligniteiten (kanker), zoals lymfeklierkanker (ziekte van Hodgkin) en infecties, zoals hepatitis B.
Daarnaast zijn er een aantal primaire oorzaken van een nefrotisch syndroom, hierbij is het niet duidelijk wat de oorzaak is van het nierlijden. Voorbeelden zijn de 'minimal change' nefropathie (de belangrijkste oorzaak van het nefrotisch syndroom bij kinderen en jonge volwassenen) en membraneuze glomerulonefritis (waarbij meer dan 80% van de patiënten ouder dan 30 jaar is). Ook bestaat er een aangeboren vorm van het nefrotisch syndroom, het congenitaal nefrotisch syndroom; dat kan erfelijk zijn, maar dit hoeft niet.

## Klinische kenmerken
Proteïnurie staat centraal bij het nefrotisch syndroom en leidt tot hypo-albuminemie. Secundair hieraan ontstaan afwijkingen in het lipidenspectrum (de hoeveelheid en verdeling van de vetten in het bloed) door verhoogde productie en verminderde afbraak van lipoproteïnen, waardoor onder meer een hypercholesterolemie optreedt. Als gevolg van de onbalans tussen stollingsbevorderende en stolseloplossende factoren in het bloed kunnen trombo-embolische complicaties optreden. Het is dan ook raadzaam orale anticonceptiva te staken. Doordat de patiënt meer water en zout vasthoudt en omdat water in de circulatie niet door de colloïd-osmotische druk wordt vastgehouden en in de weefsels trekt ontstaat oedeem, het eerst aan de voeten maar vaak ook goed zichtbaar rond de ogen. Voor patiënten is dit laatste symptoom vrijwel altijd de aanleiding om een arts te consulteren.

## Diagnostiek
De diagnostiek bij het nefrotisch syndroom richt zich primair op het zoeken naar een onderliggende ziekte. Hierbij spelen de anamnese en het lichamelijk onderzoek de voornaamste rol.
Het aanvullend onderzoek start met eenvoudige laboratoriumbepalingen van bloed en urine, waarbij het vinden van een proteïnurie (eiwitverlies in de urine) > 3,5 g/dag in de 24-uurs urine een noodzakelijke voorwaarde is om de diagnose te kunnen stellen.
Is de proteinurie kwantitatief vastgesteld, dan wordt de nierfunctie bepaald en een sediment (de urine wordt onder een microscoop bekeken) verricht.
Daarnaast wordt gezien de hoge prevalentie van diabetes mellitus op volwassen leeftijd, bij een nefrotisch syndroom een nuchtere bloedglucose bepaald om een diabetische nefropathie uit te sluiten.
In een bloedstaal kan hypo-albuminemie (eiwittekort in het bloed) en hyperlipidemie (te hoog vetgehalte in het bloed) vastgesteld worden en kan de nierfunctie bepaald worden.
Bij een gestoorde nierfunctie, wordt een echo van de nieren ter uitsluiting van anatomische oorzaken en specifiek laboratoriumonderzoek verricht.
Hierbij wordt de ANA-serologie bepaald, ter uitsluiting van systemische lupus erythematodes (SLE) en verwante systemische ziektebeelden en worden verschillende antistoffen bepaald.
In het gevorderde stadium van het diagnostisch proces, waarbij eenvoudig en specifiek laboratoriumonderzoek niet hebben geleid tot opheldering van de oorzaak van het nefrotisch syndroom kan besloten worden tot het nemen van een nierbiopt, zodat het primair nefrotisch syndroom histologisch vastgesteld kan worden.
Deze diagnostische procedure leidt soms tot complicaties, waarvan een bloeding de belangrijkste is. Ongeveer 3–10% van de patiënten heeft na de ingreep tijdelijk wat bloedverlies van enige betekenis, waarbij in slechts 0,1–0,3% van de gevallen ook daadwerkelijk transfusie noodzakelijk is. De sterfte door dit onderzoek is 0,08–0,12 procent. Het van tevoren in kaart brengen van risicopatiënten (oncorrigeerbare hypertensie, bestaan van hydronefrose, positieve familie-anamnese voor stollingsstoornissen, acenocoumarol- of acetylsalicylgebruikers) en het vooraf controleren of er een normale bloedstolling bestaat is dus noodzakelijk. De biopsie wordt meestal verricht tijdens een echo-onderzoek zodat de plaats van de naald precies kan worden gevolgd.
Het nefrotisch syndroom kan ook optreden in het kader van een paraneoplastisch (ten gevolge van tumoren) fenomeen. Hoe dit dan ontstaat is niet bekend.

## Therapie
Bij een secundair nefrotisch syndroom probeert men de onderliggende oorzaak te behandelen; bij de meeste vormen van primair nefrotisch syndroom, spelen corticosteroïden in de behandeling een hoofdrol, waarbij in het algemeen een therapie van drie maanden wordt aangehouden. Hierna volgt een evaluatie van de effecten op de nierfunctie. Recent werd het belang van immunosuppressieve therapie in de vorm van ciclosporine en corticosteroïden vastgesteld, deze ontwikkelingen bevinden zich echter nog in een experimentele fase.
Slechts in een kleine minderheid van de gevallen kan bij persisterende nierfunctiestoornissen het noodzakelijk zijn niervervangende therapie in te zetten in de vorm van dialyse of niertransplantatie. 
Verder bestaat de behandeling uit de bestrijding van oedemen door beperking van de vochtinname, een dieet met matige zoutinname en het geven van vochtafdrijvende middelen (diuretica) zoals furosemide.
ACE-remmers worden gegeven om het eiwitverlies tegen te gaan en om hoge bloeddruk tegen te gaan.